# Arne Liljeros
Arne Liljeros, född 19 november 1921 i Stockholm, död 20 november 1999 i Norrtälje, var en svensk advokat. Han var tillsammans med Lars Ekman försvarare åt Christer Pettersson i samband med rättegången efter mordet på Olof Palme.
Liljeros avlade juris kandidatexamen 1946. Han genomförde tingstjänstgöring 1946–1948, blev biträdande jurist vid Yngve Häckners advokatbyrå i Stockholm 1949 och innehade egen advokatfirma från 1952.
Arne Liljeros var son till köpmannen Axel Liljeros och Emmy Wettergren. Han var gift med Ulla Sundell.